# Ixora membranifolia
Ixora membranifolia är en måreväxtart som beskrevs av Theodoric Valeton och Elmer Drew Merrill. Ixora membranifolia ingår i släktet Ixora och familjen måreväxter. Inga underarter finns listade i Catalogue of Life.